# Liste des chapelles de la Haute-Corse
La liste des chapelles de la Haute-Corse présente les chapelles de culte catholique situées sur le territoire des communes du département français de la Haute-Corse. Il est fait état des diverses protections dont elles peuvent bénéficier, et notamment les inscriptions et classements au titre des monuments historiques.
Toutes sont situées dans le diocèse d'Ajaccio.

## Liste
| Chapelle                                                                                  | Commune                   | Adresse      | Coordonnées                      | Notice         | Protection                                                                             | Date | Illustration                                                           |
| ----------------------------------------------------------------------------------------- | ------------------------- | ------------ | -------------------------------- | -------------- | -------------------------------------------------------------------------------------- | ---- | ---------------------------------------------------------------------- |
| Chapelle Saint-Nicolas de Calasima                                                        | Albertacce                |              | 42° 19′ 58″ nord, 8° 57′ 04″ est |                |                                                                                        |      | Chapelle Saint-Nicolas de Calasima                                     |
| Chapelle Saint-Yacinthe d'Albertacce                                                      | Albertacce                |              | 42° 19′ 38″ nord, 8° 59′ 03″ est |                |                                                                                        |      | Chapelle Saint-Yacinthe d'Albertacce                                   |
| Chapelle Saint-Michel d'Algajola                                                          | Algajola                  |              | 42° 36′ 29″ nord, 8° 51′ 51″ est |                |                                                                                        |      | Chapelle Saint-Michel d'Algajola                                       |
| Chapelle Saint-Jean-Baptiste d'Altiani                                                    | Altiani                   |              | 42° 13′ 21″ nord, 9° 15′ 55″ est | « PA00099153 » | Classé MH                                                                              | 1977 | Chapelle Saint-Jean-Baptiste d'Altiani                                 |
| Chapelle Sant-Alessiu d'Altiani                                                           | Altiani                   |              | 42° 13′ 40″ nord, 9° 16′ 41″ est |                |                                                                                        |      | Image manquante Téléverser                                             |
| Chapelle Saint-Roch d'Altiani                                                             | Altiani                   | devenu marie | 42° 14′ 12″ nord, 9° 17′ 27″ est |                |                                                                                        |      | Chapelle Saint-Roch d'Altiani                                          |
| Chapelle Santu Michele d'Altiani                                                          | Altiani                   |              | 42° 14′ 05″ nord, 9° 17′ 50″ est |                |                                                                                        |      | Image manquante Téléverser                                             |
| Chapelle d'Annunziata d'Aregno                                                            | Aregno                    |              | à géolocaliser                   |                |                                                                                        |      | Chapelle d'Annunziata d'Aregno                                         |
| Chapelle Saint-Jean de Praoli                                                             | Aregno                    |              | 42° 35′ 19″ nord, 8° 53′ 32″ est |                |                                                                                        |      | Image manquante Téléverser                                             |
| Chapelle Saint-Michel de Torre                                                            | Aregno                    |              | 42° 35′ 08″ nord, 8° 53′ 34″ est |                |                                                                                        |      | Chapelle Saint-Michel de Torre                                         |
| Chapelle Saint-Guillaume de Mascaracce                                                    | Barrettali                |              | 42° 52′ 39″ nord, 9° 21′ 01″ est |                |                                                                                        |      | Chapelle Saint-Guillaume de Mascaracce                                 |
| Chapelle Saint-Mathieu de Barrettali                                                      | Barrettali                |              | 42° 52′ 29″ nord, 9° 21′ 26″ est |                |                                                                                        |      | Chapelle Saint-Mathieu de Barrettali                                   |
| Chapelle Saint-Roch de Giottani                                                           | Barrettali                |              | 42° 52′ 00″ nord, 9° 20′ 29″ est |                |                                                                                        |      | Chapelle Saint-Roch de Giottani                                        |
| Chapelle de confrérie Santa Croce de Barrettali                                           | Barrettali                |              | 42° 52′ 36″ nord, 9° 21′ 21″ est |                |                                                                                        |      | Chapelle de confrérie Santa Croce de Barrettali                        |
| Chapelle San Ghjuvan Battista de Barrettali                                               | Barrettali                |              | 42° 52′ 39″ nord, 9° 21′ 01″ est |                |                                                                                        |      | Chapelle San Ghjuvan Battista de Barrettali                            |
| Chapelle Notre-Dame de Montserato                                                         | Bastia                    |              | 42° 41′ 26″ nord, 9° 26′ 18″ est | « PA00135318 » | Inscrit MH                                                                             | 1995 | Chapelle Notre-Dame de Montserato                                      |
| Chapelle du Saint-Nom-de-Marie de Bastia                                                  | Bastia                    |              | 42° 41′ 39″ nord, 9° 26′ 50″ est |                |                                                                                        |      | Image manquante Téléverser                                             |
| Chapelle du couvent Sant'Angélo de Bastia                                                 | Bastia                    |              | à géolocaliser                   |                |                                                                                        |      | Chapelle du couvent Sant'Angélo de Bastia                              |
| Chapelle Sainte-Croix de Bastia                                                           | Bastia                    |              | à géolocaliser                   |                |                                                                                        |      | Image manquante Téléverser                                             |
| Chapelle de confrérie Saint-Jean de Belgodère                                             | Belgodère                 |              | 42° 35′ 08″ nord, 9° 01′ 04″ est |                |                                                                                        |      | Chapelle de confrérie Saint-Jean de Belgodère                          |
| Chapelle Notre-Dame de Lozari de Belgodère                                                | Belgodère                 |              | 42° 38′ 11″ nord, 9° 00′ 25″ est |                |                                                                                        |      | Chapelle Notre-Dame de Lozari de Belgodère                             |
| Chapelle San-Giovanni de Belgodère                                                        | Belgodère                 |              | 42° 34′ 54″ nord, 9° 01′ 01″ est |                |                                                                                        |      | Chapelle San-Giovanni de Belgodère                                     |
| Chapelle San Rocco de Belgodère                                                           | Belgodère                 |              | 42° 35′ 15″ nord, 9° 00′ 50″ est |                |                                                                                        |      | Image manquante Téléverser                                             |
| Chapelle de la Famille Mortini                                                            | Belgodère                 |              | 42° 35′ 04″ nord, 9° 01′ 02″ est |                |                                                                                        |      | Chapelle de la Famille Mortini                                         |
| Chapelle Sant'Andrea de Biguglia                                                          | Biguglia                  |              | 42° 37′ 03″ nord, 9° 24′ 33″ est |                |                                                                                        |      | Chapelle Sant'Andrea de Biguglia                                       |
| Chapelle Santa Lucia de Bisinchi                                                          | Bisinchi                  |              | 42° 28′ 53″ nord, 9° 18′ 44″ est |                |                                                                                        |      | Chapelle Santa Lucia de Bisinchi                                       |
| Chapelle San Quilicu de Bisinchi                                                          | Bisinchi                  |              | 42° 28′ 48″ nord, 9° 19′ 52″ est |                |                                                                                        |      | Chapelle San Quilicu de Bisinchi                                       |
| Chapelle Notre-Dame-des-Neiges de Brando                                                  | Brando                    |              | 42° 46′ 42″ nord, 9° 27′ 38″ est | « PA00099166 » | Classé MH                                                                              | 1976 | Chapelle Notre-Dame-des-Neiges de Brando                               |
| Chapelle Pisane                                                                           | Brando                    |              | 42° 46′ 41″ nord, 9° 27′ 39″ est | « PA00099167 » | Classé MH Partie de mur située au sud de la nef de la chapelle supportant des fresques | 1958 | Chapelle Pisane                                                        |
| Chapelle de Confrérie Sainte-Croix de Parocchia                                           | Brando                    |              | 42° 46′ 41″ nord, 9° 27′ 40″ est | « PA00135320 » | Inscrit MH                                                                             | 1995 | Chapelle de Confrérie Sainte-Croix de Parocchia                        |
| Chapelle Saint-Antoine de Castellu                                                        | Brando                    |              | 42° 46′ 49″ nord, 9° 28′ 42″ est |                |                                                                                        |      | Image manquante Téléverser                                             |
| Chapelle Saint-Jean-Baptiste de Pozzo                                                     | Brando                    |              | 42° 46′ 09″ nord, 9° 27′ 27″ est |                |                                                                                        |      | Image manquante Téléverser                                             |
| Chapelle Saint-Vincent de Bustanico                                                       | Bustanico                 |              | 42° 19′ 23″ nord, 9° 18′ 00″ est |                |                                                                                        |      | Chapelle Saint-Vincent de Bustanico                                    |
| Chapelle Saint-Antoine de Porticciolo                                                     | Cagnano                   |              | 42° 52′ 16″ nord, 9° 28′ 40″ est |                |                                                                                        |      | Chapelle Saint-Antoine de Porticciolo                                  |
| Chapelle de l'Immaculée-Conception de Sidossi                                             | Calacuccia                |              | 42° 19′ 41″ nord, 9° 00′ 17″ est |                |                                                                                        |      | Image manquante Téléverser                                             |
| Chapelle du couvent Saint-François du Niolu de Calacuccia                                 | Calacuccia                |              | 42° 19′ 56″ nord, 9° 00′ 07″ est |                |                                                                                        |      | Chapelle du couvent Saint-François du Niolu de Calacuccia              |
| Chapelle Saint-Antoine-de-Padoue de Castellace                                            | Calacuccia                |              | 42° 20′ 04″ nord, 9° 01′ 06″ est |                |                                                                                        |      | Image manquante Téléverser                                             |
| Chapelle Saint-Jean-et-Sainte-Lucie de Calacuccia                                         | Calacuccia                |              | à géolocaliser                   |                |                                                                                        |      | Image manquante Téléverser                                             |
| Chapelle Saint-Michel de Bona Manacce                                                     | Calacuccia                |              | 42° 20′ 19″ nord, 9° 00′ 59″ est |                |                                                                                        |      | Image manquante Téléverser                                             |
| Chapelle de la Confrérie Sainte-Croix                                                     | Calenzana                 |              | 42° 30′ 29″ nord, 8° 51′ 18″ est | « PA00099169 » | Inscrit MH                                                                             | 1981 | Chapelle de la Confrérie Sainte-Croix                                  |
| Chapelle de l'Annunziata de Calenzana                                                     | Calenzana                 |              | à géolocaliser                   |                |                                                                                        |      | Image manquante Téléverser                                             |
| Chapelle oratoire Saint-Antoine-de-Padoue de Calenzana                                    | Calenzana                 |              | à géolocaliser                   |                |                                                                                        |      | Image manquante Téléverser                                             |
| Chapelle Saint-Ignace de Calenzana                                                        | Calenzana                 |              | 42° 30′ 34″ nord, 8° 51′ 49″ est |                |                                                                                        |      | Chapelle Saint-Ignace de Calenzana                                     |
| Chapelle Notre-Dame-de-la-Serra de Calvi                                                  | Calvi                     |              | 42° 33′ 09″ nord, 8° 44′ 14″ est |                |                                                                                        |      | Chapelle Notre-Dame-de-la-Serra de Calvi                               |
| Chapelle Notre-Dame-de-Lorette de Calvi                                                   | Calvi                     |              | 42° 34′ 03″ nord, 8° 45′ 22″ est |                |                                                                                        |      | Chapelle Notre-Dame-de-Lorette de Calvi                                |
| Chapelle Santa Maria Vecchia de Calvi                                                     | Calvi                     |              | 42° 33′ 55″ nord, 8° 45′ 20″ est |                |                                                                                        |      | Chapelle Santa Maria Vecchia de Calvi                                  |
| Chapelle San Quilico de Cambia                                                            | Cambia                    |              | 42° 22′ 44″ nord, 9° 17′ 35″ est | « PA00099176 » | Classé MH                                                                              | 1976 | Chapelle San Quilico de Cambia                                         |
| Chapelle Santa Maria de Cambia                                                            | Cambia                    |              | 42° 22′ 27″ nord, 9° 17′ 26″ est | PA2B000018     | Classé MH                                                                              | 2013 | Chapelle Santa Maria de Cambia                                         |
| Chapelle Sainte-Catherine de Loriani                                                      | Cambia                    |              | 42° 22′ 08″ nord, 9° 17′ 57″ est |                |                                                                                        |      | Chapelle Sainte-Catherine de Loriani                                   |
| Chapelle San-Cervone de Campi                                                             | Campi                     |              | 42° 22′ 08″ nord, 9° 17′ 57″ est |                |                                                                                        |      | Image manquante Téléverser                                             |
| Chapelle Notre-Dame de Lavasina d'Antibia                                                 | Campile                   |              | 42° 29′ 15″ nord, 9° 21′ 24″ est |                |                                                                                        |      | Image manquante Téléverser                                             |
| Chapelle Saint-Antoine-de-Padoue de Vergagliese                                           | Campile                   |              | 42° 29′ 15″ nord, 9° 21′ 24″ est |                |                                                                                        |      | Image manquante Téléverser                                             |
| Chapelle Saint-Michel de Canaghia                                                         | Campile                   |              | 42° 29′ 57″ nord, 9° 20′ 49″ est | IA2B000589     |                                                                                        |      | Chapelle Saint-Michel de Canaghia                                      |
| Chapelle Saint-Roch de Campile                                                            | Campile                   |              | 42° 29′ 34″ nord, 9° 21′ 23″ est |                |                                                                                        |      | Image manquante Téléverser                                             |
| Chapelle de l'Immaculée-Conception de Bagnolu                                             | Campitello                |              | 42° 31′ 44″ nord, 9° 18′ 53″ est |                |                                                                                        |      | Chapelle de l'Immaculée-Conception de Bagnolu                          |
| Chapelle Saint-Roch de Panicale                                                           | Campitello                |              | à géolocaliser                   |                |                                                                                        |      | Image manquante Téléverser                                             |
| Chapelle du cimetière de Canale-di-Verde                                                  | Canale-di-Verde           |              | 42° 16′ 32″ nord, 9° 28′ 32″ est |                |                                                                                        |      | Image manquante Téléverser                                             |
| Chapelle de l'Annunziata de Pieve                                                         | Canari                    |              | 42° 50′ 58″ nord, 9° 19′ 59″ est |                |                                                                                        |      | Image manquante Téléverser                                             |
| Chapelle Saint-Érasme de Marinca                                                          | Canari                    |              | 42° 50′ 55″ nord, 9° 19′ 36″ est |                |                                                                                        |      | Image manquante Téléverser                                             |
| Chapelle Saint-Jean-Baptiste de Chine                                                     | Canari                    |              | 42° 50′ 51″ nord, 9° 19′ 53″ est |                |                                                                                        |      | Image manquante Téléverser                                             |
| Chapelle Santa-Croce de Pieve                                                             | Canari                    |              | 42° 50′ 44″ nord, 9° 19′ 53″ est |                |                                                                                        |      | Image manquante Téléverser                                             |
| Chapelle d'Olmi                                                                           | Canari                    |              | 42° 50′ 34″ nord, 9° 19′ 58″ est |                |                                                                                        |      | Image manquante Téléverser                                             |
| Chapelle Saint-Martin de Costa-Roda                                                       | Canavaggia                |              | 42° 29′ 43″ nord, 9° 15′ 58″ est |                |                                                                                        |      | Image manquante Téléverser                                             |
| Chapelle Saint-Roch de Carcheto-Brustico                                                  | Carcheto-Brustico         |              | 42° 21′ 54″ nord, 9° 21′ 58″ est |                |                                                                                        |      | Image manquante Téléverser                                             |
| Chapelle Sainte-Marie de Casalta                                                          | Casalta                   |              | 42° 26′ 14″ nord, 9° 24′ 34″ est | « PA00099180 » | Classé MH                                                                              | 1980 | Chapelle Sainte-Marie de Casalta                                       |
| Chapelle Saint-Michel de Casevecchie                                                      | Casevecchie               |              | à géolocaliser                   |                |                                                                                        |      | Chapelle Saint-Michel de Casevecchie                                   |
| Chapelle Sainte-Marguerite de Castellare-di-Casinca                                       | Castellare-di-Casinca     |              | à géolocaliser                   |                |                                                                                        |      | Image manquante Téléverser                                             |
| Chapelle San Martinu de Castellare-di-Mercurio                                            | Castellare-di-Mercurio    |              | 42° 19′ 34″ nord, 9° 14′ 38″ est |                |                                                                                        |      | Chapelle San Martinu de Castellare-di-Mercurio                         |
| Chapelle San Michele de Castellare-di-Mercurio                                            | Castellare-di-Mercurio    |              | 42° 19′ 28″ nord, 9° 14′ 56″ est |                |                                                                                        |      | Chapelle San Michele de Castellare-di-Mercurio                         |
| Chapelle de la confrérie Saint-Antoine-de-Janvier de Castifao                             | Castifao                  |              | 42° 30′ 14″ nord, 9° 06′ 46″ est |                |                                                                                        |      | Chapelle de la confrérie Saint-Antoine-de-Janvier de Castifao          |
| Chapelle San Nicolao de Castiglione                                                       | Castiglione               |              | à géolocaliser                   |                |                                                                                        |      | Chapelle San Nicolao de Castiglione                                    |
| Chapelle Saint-Césaire de Cateri                                                          | Cateri                    |              | 42° 34′ 11″ nord, 8° 53′ 50″ est |                |                                                                                        |      | Chapelle Saint-Césaire de Cateri                                       |
| Chapelle de la confrérie Sainte-Croix de Cateri                                           | Cateri                    |              | 42° 34′ 15″ nord, 8° 53′ 34″ est |                |                                                                                        |      | Chapelle de la confrérie Sainte-Croix de Cateri                        |
| Chapelle Saint-Antoine de Port de Centuri                                                 | Centuri                   |              | à géolocaliser                   |                |                                                                                        |      | Chapelle Saint-Antoine de Port de Centuri                              |
| Chapelle Sainte-Trinité de Centuri                                                        | Centuri                   |              | 42° 57′ 59″ nord, 9° 22′ 00″ est |                |                                                                                        |      | Chapelle Sainte-Trinité de Centuri                                     |
| Chapelle Saint-Roch d'Ortinola                                                            | Centuri                   |              | 42° 57′ 38″ nord, 9° 22′ 02″ est |                |                                                                                        |      | Chapelle Saint-Roch d'Ortinola                                         |
| Chapelle Saint-Jacques de Cannelle                                                        | Centuri                   |              | 42° 58′ 17″ nord, 9° 21′ 31″ est |                |                                                                                        |      | Chapelle Saint-Jacques de Cannelle                                     |
| Chapelle Sainte-Marguerite de Camera                                                      | Centuri                   |              | 42° 57′ 38″ nord, 9° 22′ 02″ est |                |                                                                                        |      | Chapelle Sainte-Marguerite de Camera                                   |
| Chapelle Sainte-Anne de Bovalo                                                            | Centuri                   |              | 42° 57′ 42″ nord, 9° 21′ 59″ est |                |                                                                                        |      | Image manquante Téléverser                                             |
| Chapelle Notre-Dame-de-la-Scubiccia de Cervione                                           | Cervione                  |              | à géolocaliser                   |                |                                                                                        |      | Image manquante Téléverser                                             |
| Chapelle Saint-Pancrace de Chiatra                                                        | Chiatra                   |              | à géolocaliser                   |                |                                                                                        |      | Chapelle Saint-Pancrace de Chiatra                                     |
| Chapelle Notre-Dame de Lazio                                                              | Corbara                   |              | 42° 36′ 06″ nord, 8° 54′ 37″ est | « PA00099189 » | Inscrit MH                                                                             | 1985 | Chapelle Notre-Dame de Lazio                                           |
| Chapelle Notre-Dame-des-Sept-Douleurs de Corbara                                          | Corbara                   |              | 42° 36′ 52″ nord, 8° 54′ 11″ est | IA2B001360     |                                                                                        |      | Chapelle Notre-Dame-des-Sept-Douleurs de Corbara                       |
| Chapelle Sainte-Lucie de Corbara                                                          | Corbara                   |              | à géolocaliser                   |                |                                                                                        |      | Image manquante Téléverser                                             |
| Chapelle Saint-Joseph de Corbara                                                          | Corbara                   |              | à géolocaliser                   |                |                                                                                        |      | Image manquante Téléverser                                             |
| Chapelle Saint-Roch de Corbara                                                            | Corbara                   |              | 42° 36′ 58″ nord, 8° 54′ 21″ est |                |                                                                                        |      | Chapelle Saint-Roch de Corbara                                         |
| Chapelle Saints-Corneille-et-Cyprien de Corbara                                           | Corbara                   |              | 42° 36′ 31″ nord, 8° 53′ 15″ est |                |                                                                                        |      | Chapelle Saints-Corneille-et-Cyprien de Corbara                        |
| Chapelle Saints-Pierre-et-Paul de Corbara                                                 | Corbara                   |              | 42° 36′ 44″ nord, 8° 54′ 01″ est |                |                                                                                        |      | Chapelle Saints-Pierre-et-Paul de Corbara                              |
| Chapelle Saint-Jacques de Corbara                                                         | Corbara                   |              | 42° 36′ 44″ nord, 8° 54′ 01″ est |                |                                                                                        |      | Chapelle Saint-Jacques de Corbara                                      |
| Chapelle Saint-Pancrace de Corscia                                                        | Corscia                   |              | 42° 20′ 56″ nord, 9° 02′ 36″ est |                |                                                                                        |      | Chapelle Saint-Pancrace de Corscia                                     |
| Chapelle Sainte-Croix de Corte                                                            | Corte                     |              | 42° 18′ 24″ nord, 9° 08′ 59″ est | « PA00099191 » | Inscrit MH                                                                             | 1985 | Chapelle Sainte-Croix de Corte                                         |
| Chapelle du couvent Saint-François de Restonica                                           | Corte                     |              | à géolocaliser                   |                |                                                                                        |      | Image manquante Téléverser                                             |
| Chapelle Saint-Antoine-de-Padoue de Corte                                                 | Corte                     |              | 42° 18′ 03″ nord, 9° 09′ 04″ est |                |                                                                                        |      | Chapelle Saint-Antoine-de-Padoue de Corte                              |
| Chapelle Saint-Théophile de l'Annonciation de Corte                                       | Corte                     |              | 42° 18′ 16″ nord, 9° 08′ 58″ est |                |                                                                                        |      | Chapelle Saint-Théophile de l'Annonciation de Corte                    |
| Chapelle Saint-Pancrace de Corte                                                          | Corte                     |              | 42° 19′ 09″ nord, 9° 08′ 53″ est |                |                                                                                        |      | Chapelle Saint-Pancrace de Corte                                       |
| Chapelle des Grecs de Tuani                                                               | Corte                     |              | 42° 16′ 34″ nord, 9° 06′ 22″ est |                |                                                                                        |      | Chapelle des Grecs de Tuani                                            |
| Chapelle Saint-Roch de Costa                                                              | Costa                     |              | à géolocaliser                   |                |                                                                                        |      | Image manquante Téléverser                                             |
| Chapelle Saint-Christophe d'Erbajolo                                                      | Erbajolo                  |              | 42° 15′ 43″ nord, 9° 17′ 00″ est |                |                                                                                        |      | Chapelle Saint-Christophe d'Erbajolo                                   |
| Chapelle Saint-Antoine de Piazza                                                          | Ersa                      |              | à géolocaliser                   |                |                                                                                        |      | Image manquante Téléverser                                             |
| Chapelle Saint-Jean-Baptiste de Botticella                                                | Ersa                      |              | 42° 58′ 34″ nord, 9° 22′ 50″ est |                |                                                                                        |      | Chapelle Saint-Jean-Baptiste de Botticella                             |
| Chapelle Saint-Nicolas d'Ersa                                                             | Ersa                      |              | 42° 58′ 11″ nord, 9° 23′ 24″ est |                |                                                                                        |      | Chapelle Saint-Nicolas d'Ersa                                          |
| Chapelle Saint-Pierre de Barcaggio                                                        | Ersa                      |              | 43° 00′ 19″ nord, 9° 24′ 11″ est |                |                                                                                        |      | Chapelle Saint-Pierre de Barcaggio                                     |
| Chapelle Sainte-Anne de Tollare                                                           | Ersa                      |              | 43° 00′ 27″ nord, 9° 23′ 12″ est |                |                                                                                        |      | Chapelle Sainte-Anne de Tollare                                        |
| Chapelle Saint-Pierre de Cocinco à Ersa                                                   | Ersa                      |              | 42° 58′ 49″ nord, 9° 22′ 22″ est |                |                                                                                        |      | Chapelle Saint-Pierre de Cocinco à Ersa                                |
| Chapelle Santa Maria Assunta de Favalello                                                 | Favalello                 |              | 42° 17′ 42″ nord, 9° 16′ 21″ est | « PA00099198 » | Classé MH                                                                              | 1992 | Chapelle Santa Maria Assunta de Favalello                              |
| Chapelle Saint-Joseph de Milaria                                                          | Felce                     |              | à géolocaliser                   |                |                                                                                        |      | Image manquante Téléverser                                             |
| Chapelle de confrérie Saint-Antoine-Abbé de Feliceto                                      | Feliceto                  |              | 42° 32′ 42″ nord, 8° 56′ 08″ est |                |                                                                                        |      | Image manquante Téléverser                                             |
| Chapelle Saint-Roch de Feliceto                                                           | Feliceto                  |              | 42° 32′ 53″ nord, 8° 56′ 09″ est |                |                                                                                        |      | Image manquante Téléverser                                             |
| Chapelle Saint-Roch de Feliceto                                                           | Feliceto                  |              | 42° 32′ 53″ nord, 8° 56′ 09″ est |                |                                                                                        |      | Image manquante Téléverser                                             |
| Chapelle Saint-Roch de Ficaja                                                             | Ficaja                    |              | 42° 25′ 19″ nord, 9° 22′ 03″ est | IA2B001075     |                                                                                        |      | Chapelle Saint-Roch de Ficaja                                          |
| Chapelle Santa Maria Assunta de Furiani                                                   | Furiani                   |              | 42° 38′ 44″ nord, 9° 24′ 13″ est | « PA00099282 » | Classé MH                                                                              | 1992 | Chapelle Santa Maria Assunta de Furiani                                |
| Chapelle San Pantaleone de Gavignano                                                      | Gavignano                 |              | 42° 25′ 07″ nord, 9° 16′ 51″ est | « PA00099200 » | Classé MH                                                                              | 1975 | Chapelle San Pantaleone de Gavignano                                   |
| Chapelle Saint-Pierre de Pieditermini                                                     | Gavignano                 |              | à géolocaliser                   |                |                                                                                        |      | Image manquante Téléverser                                             |
| Chapelle de Ghisonaccia-gare                                                              | Ghisonaccia               |              | à géolocaliser                   |                |                                                                                        |      | Chapelle de Ghisonaccia-gare                                           |
| Chapelle de la confrérie de la Sainte-Croix de Ghisoni                                    | Ghisoni                   |              | 42° 06′ 14″ nord, 9° 12′ 42″ est | « PA00099201 » | Inscrit MH                                                                             | 1989 | Image manquante Téléverser                                             |
| Chapelle Sainte-Lucie d'Isolaccio                                                         | Isolaccio-di-Fiumorbo     |              | 42° 00′ 13″ nord, 9° 17′ 04″ est |                |                                                                                        |      | Chapelle Sainte-Lucie d'Isolaccio                                      |
| Chapelle Saint-Roch d'Isolaccio                                                           | Isolaccio-di-Fiumorbo     |              | à géolocaliser                   |                |                                                                                        |      | Chapelle Saint-Roch d'Isolaccio                                        |
| Chapelle Sainte-Marie d'Acciani                                                           | Isolaccio-di-Fiumorbo     |              | à géolocaliser                   |                |                                                                                        |      | Chapelle Sainte-Marie d'Acciani                                        |
| Chapelle d'Ajola                                                                          | Isolaccio-di-Fiumorbo     |              | à géolocaliser                   |                |                                                                                        |      | Chapelle d'Ajola                                                       |
| Chapelle Saint-Sébastien de La Porta                                                      | La Porta                  |              | 42° 25′ 24″ nord, 9° 21′ 17″ est |                |                                                                                        |      | Chapelle Saint-Sébastien de La Porta                                   |
| Chapelle San Lorenzo de Lama                                                              | Lama                      |              | 42° 34′ 47″ nord, 9° 09′ 11″ est | « PA00135326 » | Classé MH                                                                              | 1995 | Chapelle San Lorenzo de Lama                                           |
| Chapelle San Cervone de Lavatoggio                                                        | Lavatoggio                |              | 42° 34′ 09″ nord, 8° 52′ 56″ est | « PA00099204 » | Inscrit MH                                                                             | 1987 | Chapelle San Cervone de Lavatoggio                                     |
| Chapelle Notre-Dame-de-la-Stella de Padula                                                | Lavatoggio                |              | 42° 34′ 32″ nord, 8° 50′ 54″ est |                |                                                                                        |      | Chapelle Notre-Dame-de-la-Stella de Padula                             |
| Chapelle Saint-Laurent de Croce                                                           | Lavatoggio                |              | à géolocaliser                   |                |                                                                                        |      | Chapelle Saint-Laurent de Croce                                        |
| Chapelle San-Ghjuvanni-a-i-venti de Lavatoggio                                            | Lavatoggio                |              | à géolocaliser                   |                |                                                                                        |      | Chapelle San-Ghjuvanni-a-i-venti de Lavatoggio                         |
| Chapelle Saint-Antoine-de-Padoue de Crocetta                                              | Lucciana                  |              | à géolocaliser                   |                |                                                                                        |      | Image manquante Téléverser                                             |
| Chapelle Saint-Pierre-Saint-Paul de Lumio                                                 | Lumio                     |              | 42° 34′ 11″ nord, 8° 49′ 58″ est | « PA00099210 » | Classé MH                                                                              | 1980 | Chapelle Saint-Pierre-Saint-Paul de Lumio                              |
| Chapelle Saint-Jacques-et-Saint-Philippe de Piazza                                        | Luri                      |              | 42° 53′ 49″ nord, 9° 24′ 33″ est |                |                                                                                        |      | Image manquante Téléverser                                             |
| Chapelle Saint-Antoine de Luri                                                            | Luri                      |              | à géolocaliser                   |                |                                                                                        |      | Chapelle Saint-Antoine de Luri                                         |
| Chapelle San Roccu de Luri                                                                | Luri                      |              | 42° 53′ 56″ nord, 9° 24′ 15″ est |                |                                                                                        |      | Chapelle San Roccu de Luri                                             |
| Chapelle de Marine de Meria                                                               | Meria                     |              | à géolocaliser                   |                |                                                                                        |      | Image manquante Téléverser                                             |
| Chapelle ruinée San-Quilico de Moltifao                                                   | Moltifao                  |              | à géolocaliser                   |                |                                                                                        |      | Image manquante Téléverser                                             |
| Chapelle Saint-Charles de Monacia-d'Orezza                                                | Monacia-d'Orezza          |              | 42° 22′ 56″ nord, 9° 23′ 56″ est |                |                                                                                        |      | Chapelle Saint-Charles de Monacia-d'Orezza                             |
| Chapelle de l'Immaculée-Conception de Carognu                                             | Monte                     |              | à géolocaliser                   |                |                                                                                        |      | Image manquante Téléverser                                             |
| Chapelle Saint-Côme-et-Saint-Damien de Divina                                             | Monte                     |              | à géolocaliser                   |                |                                                                                        |      | Image manquante Téléverser                                             |
| Chapelle de confrérie Saint-Jean de Montemaggiore                                         | Montegrosso               |              | à géolocaliser                   |                |                                                                                        |      | Image manquante Téléverser                                             |
| Chapelle Saint-Alban de Cassano                                                           | Montegrosso               |              | à géolocaliser                   |                |                                                                                        |      | Image manquante Téléverser                                             |
| Chapelle Saint-Ignace de Montemaggiore                                                    | Montegrosso               |              | à géolocaliser                   |                |                                                                                        |      | Image manquante Téléverser                                             |
| Chapelle Saint-Joseph de Montemaggiore                                                    | Montegrosso               |              | à géolocaliser                   |                |                                                                                        |      | Chapelle Saint-Joseph de Montemaggiore                                 |
| Chapelle Saint-Antoine de Padoue de Longhignano                                           | Montegrosso               |              | 42° 32′ 29″ nord, 8° 53′ 13″ est |                |                                                                                        |      | Chapelle Saint-Antoine de Padoue de Longhignano                        |
| Chapelle de Don Juan à Montemaggiore                                                      | Montegrosso               |              | 42° 32′ 10″ nord, 8° 52′ 25″ est |                |                                                                                        |      | Chapelle de Don Juan à Montemaggiore                                   |
| Chapelle ruinée San-Quilico de Monticello                                                 | Monticello                |              | 42° 36′ 59″ nord, 8° 57′ 13″ est |                |                                                                                        |      | Chapelle ruinée San-Quilico de Monticello                              |
| Chapelle de confrérie San Carlo Borromée de Monticello                                    | Monticello                |              | 42° 36′ 59″ nord, 8° 57′ 18″ est |                |                                                                                        |      | Chapelle de confrérie San Carlo Borromée de Monticello                 |
| Chapelle de l'Annonciation dite l'Annunziata de Terchini                                  | Morosaglia                |              | à géolocaliser                   |                |                                                                                        |      | Image manquante Téléverser                                             |
| Chapelle du Mont-Carmel de Rocca-Soprana                                                  | Morosaglia                |              | à géolocaliser                   |                |                                                                                        |      | Image manquante Téléverser                                             |
| Chapelle Saint-André dite Sant'Andria de Sevasi                                           | Morosaglia                |              | à géolocaliser                   |                |                                                                                        |      | Chapelle Saint-André dite Sant'Andria de Sevasi                        |
| Chapelle Saint-Martin de Ponte-Leccia                                                     | Morosaglia                |              | 42° 27′ 48″ nord, 9° 12′ 25″ est |                |                                                                                        |      | Image manquante Téléverser                                             |
| Chapelle Notre-Dame des Grâces de Morsiglia                                               | Morsiglia                 |              | à géolocaliser                   |                |                                                                                        |      | Chapelle Notre-Dame des Grâces de Morsiglia                            |
| Chapelle Saint-Philippe-et-Saint-Jacques de Baragogna                                     | Morsiglia                 |              | 42° 56′ 43″ nord, 9° 21′ 51″ est |                |                                                                                        |      | Chapelle Saint-Philippe-et-Saint-Jacques de Baragogna                  |
| Chapelle Santa Maria d'Arca                                                               | Muracciole                |              | 42° 10′ 25″ nord, 9° 11′ 00″ est | « PA00099276 » | Classé MH                                                                              | 1992 | Chapelle Santa Maria d'Arca                                            |
| Chapelle Saint-Jacques de Muro                                                            | Muro                      |              | 42° 33′ 01″ nord, 8° 54′ 45″ est | PA2B000031     | Inscrit MH                                                                             | 2016 | Chapelle Saint-Jacques de Muro                                         |
| Chapelle Saint-Antoine de Poggiali                                                        | Muro                      |              | à géolocaliser                   |                |                                                                                        |      | Chapelle Saint-Antoine de Poggiali                                     |
| Chapelle Santu Petru di Nesce                                                             | Nessa                     |              | 42° 33′ 08″ nord, 8° 56′ 51″ est | « PA00099269 » | Inscrit MH                                                                             | 1990 | Chapelle Santu Petru di Nesce                                          |
| Chapelle Saint-Jean-Baptiste de Petricaghju                                               | Nocario                   |              | à géolocaliser                   |                |                                                                                        |      | Image manquante Téléverser                                             |
| Chapelle Sainte-Julie de Nonza                                                            | Nonza                     |              | 42° 47′ 08″ nord, 9° 20′ 49″ est |                |                                                                                        |      | Chapelle Sainte-Julie de Nonza                                         |
| Chapelle des familles Martinosi, Moreschi et Acquaviva                                    | Nonza                     |              | 42° 46′ 58″ nord, 9° 20′ 31″ est |                |                                                                                        |      | Chapelle des familles Martinosi, Moreschi et Acquaviva                 |
| Chapelle Saint-Michel de Novella                                                          | Novella                   |              | 42° 35′ 14″ nord, 9° 06′ 54″ est |                |                                                                                        |      | Chapelle Saint-Michel de Novella                                       |
| Chapelle dite la Confrérie d'Occhiatana                                                   | Occhiatana                |              | 42° 34′ 29″ nord, 9° 00′ 33″ est |                |                                                                                        |      | Chapelle dite la Confrérie d'Occhiatana                                |
| Chapelle Saint-Roch d'Albo                                                                | Ogliastro                 |              | à géolocaliser                   |                |                                                                                        |      | Chapelle Saint-Roch d'Albo                                             |
| Chapelle de confrérie Santa-Croce d'Olcani                                                | Olcani                    |              | à géolocaliser                   |                |                                                                                        |      | Chapelle de confrérie Santa-Croce d'Olcani                             |
| Chapelle du couvent Saint-François d'Oletta                                               | Oletta                    |              | à géolocaliser                   |                |                                                                                        |      | Chapelle du couvent Saint-François d'Oletta                            |
| Chapelle Sainte-Croix d'Oletta                                                            | Oletta                    |              | à géolocaliser                   |                |                                                                                        |      | Chapelle Sainte-Croix d'Oletta                                         |
| Chapelle Saint-Antoine d'Olmi-Cappella                                                    | Olmi-Cappella             |              | à géolocaliser                   |                |                                                                                        |      | Chapelle Saint-Antoine d'Olmi-Cappella                                 |
| Chapelle de l'Annonciation d'Omessa                                                       | Omessa                    |              | à géolocaliser                   |                |                                                                                        |      | Chapelle de l'Annonciation d'Omessa                                    |
| Chapelle Sainte-Croix d'Omessa                                                            | Omessa                    |              | à géolocaliser                   |                |                                                                                        |      | Chapelle Sainte-Croix d'Omessa                                         |
| Chapelle Saint-Michel de Pianelli                                                         | Ortiporio                 |              | 42° 27′ 18″ nord, 9° 20′ 53″ est | IA2B000389     |                                                                                        |      | Chapelle Saint-Michel de Pianelli                                      |
| Chapelle Saint-Sébastien d'Ortiporio                                                      | Ortiporio                 |              | 42° 27′ 26″ nord, 9° 20′ 34″ est | IA2B000390     |                                                                                        |      | Chapelle Saint-Sébastien d'Ortiporio                                   |
| Chapelle de confrérie Santa-Croce de Palasca                                              | Palasca                   |              | à géolocaliser                   |                |                                                                                        |      | Chapelle de confrérie Santa-Croce de Palasca                           |
| Chapelle de l'Annunciata de Palasca                                                       | Palasca                   |              | 42° 35′ 51″ nord, 9° 02′ 42″ est |                |                                                                                        |      | Chapelle de l'Annunciata de Palasca                                    |
| Chapelle Saint-Sébastien de Palasca                                                       | Palasca                   |              | 42° 35′ 31″ nord, 9° 02′ 24″ est |                |                                                                                        |      | Chapelle Saint-Sébastien de Palasca                                    |
| Chapelle Saint-Pierre de Pancheraccia                                                     | Pancheraccia              |              | à géolocaliser                   |                |                                                                                        |      | Chapelle Saint-Pierre de Pancheraccia                                  |
| Chapelle Santa-Maria-Assunta de Patrimonio                                                | Patrimonio                |              | à géolocaliser                   |                |                                                                                        |      | Chapelle Santa-Maria-Assunta de Patrimonio                             |
| Chapelle Saint-Pascal de Penta-Acquatella                                                 | Penta-Acquatella          |              | 42° 27′ 53″ nord, 9° 21′ 52″ est | IA2B000626     |                                                                                        |      | Chapelle Saint-Pascal de Penta-Acquatella                              |
| Chapelle de l'Annonciation de Penta-di-Casinca                                            | Penta-di-Casinca          |              | à géolocaliser                   |                |                                                                                        |      | Image manquante Téléverser                                             |
| Chapelle Saint-André de Penta-di-Casinca                                                  | Penta-di-Casinca          |              | à géolocaliser                   |                |                                                                                        |      | Image manquante Téléverser                                             |
| Chapelle Saint-Nicolas de Casevecchie                                                     | Pero-Casevecchie          |              | à géolocaliser                   |                |                                                                                        |      | Image manquante Téléverser                                             |
| Chapelle Saint-Georges de Piano                                                           | Piano                     |              | 42° 26′ 29″ nord, 9° 23′ 55″ est |                |                                                                                        |      | Chapelle Saint-Georges de Piano                                        |
| Chapelle Santa Maria Assunta de Pie-d'Orezza                                              | Pie-d'Orezza              |              | 42° 22′ 17″ nord, 9° 21′ 13″ est | « PA00099286 » | Classé MH                                                                              | 1992 | Image manquante Téléverser                                             |
| Chapelle de la confrérie Santa Devota de Piedicroce                                       | Pie-d'Orezza              |              | 42° 22′ 34″ nord, 9° 22′ 04″ est | « PA00099229 » | Classé MH                                                                              | 1976 | Chapelle de la confrérie Santa Devota de Piedicroce                    |
| Chapelle Saint-Pancrace de Pietra-di-Verde                                                | Pietra-di-Verde           |              | à géolocaliser                   |                |                                                                                        |      | Chapelle Saint-Pancrace de Pietra-di-Verde                             |
| Chapelle San Leonardo de Pietracorbara                                                    | Pietracorbara             |              | 42° 50′ 24″ nord, 9° 27′ 28″ est |                |                                                                                        |      | Chapelle San Leonardo de Pietracorbara                                 |
| Chapelle Santa Catarina de Pietracorbara                                                  | Pietracorbara             |              | 42° 50′ 56″ nord, 9° 25′ 58″ est |                |                                                                                        |      | Chapelle Santa Catarina de Pietracorbara                               |
| Chapelle Saint-Jean dite San-Ghjuva de Pietralba                                          | Pietralba                 |              | 42° 32′ 49″ nord, 9° 09′ 51″ est |                |                                                                                        |      | Image manquante Téléverser                                             |
| Chapelle Saint-Jean et de l'Annonciation de Pedano                                        | Pietralba                 |              | 42° 32′ 40″ nord, 9° 10′ 41″ est |                |                                                                                        |      | Chapelle Saint-Jean et de l'Annonciation de Pedano                     |
| Chapelle Saint-Michel de Pedanu                                                           | Pietralba                 |              | 42° 32′ 42″ nord, 9° 10′ 25″ est |                |                                                                                        |      | Image manquante Téléverser                                             |
| Chapelle Santa-Maria-Assunta de Pietralba                                                 | Pietralba                 |              | 42° 32′ 20″ nord, 9° 11′ 02″ est |                |                                                                                        |      | Chapelle Santa-Maria-Assunta de Pietralba                              |
| Chapelle de l'Annonciation de Pietricaggio                                                | Pietricaggio              |              | à géolocaliser                   |                |                                                                                        |      | Image manquante Téléverser                                             |
| Chapelle Saint-Laurent de Pietroso                                                        | Pietricaggio              |              | 42° 09′ 35″ nord, 9° 16′ 18″ est | « PA00099232 » | Classé MH                                                                              | 1986 | Image manquante Téléverser                                             |
| Chapelle Sainte-Lucie de Pino                                                             | Pino                      |              | 42° 54′ 33″ nord, 9° 22′ 27″ est |                |                                                                                        |      | Chapelle Sainte-Lucie de Pino                                          |
| Chapelle Saint-François du couvent des Franciscains de Marine de Scalo                    | Pino                      |              | à géolocaliser                   |                |                                                                                        |      | Image manquante Téléverser                                             |
| Chapelle San-Guglielmo de Lavonese                                                        | Pino                      |              | à géolocaliser                   |                |                                                                                        |      | Image manquante Téléverser                                             |
| Chapelle de confrérie Santa Croce de Pino                                                 | Pino                      |              | 42° 54′ 36″ nord, 9° 21′ 04″ est |                |                                                                                        |      | Chapelle de confrérie Santa Croce de Pino                              |
| Chapelle de Confrérie de San-Parteo de Pioggiola                                          | Pioggiola                 |              | à géolocaliser                   |                |                                                                                        |      | Image manquante Téléverser                                             |
| Chapelle Saint-Antoine de Pioggiola                                                       | Pioggiola                 |              | à géolocaliser                   |                |                                                                                        |      | Image manquante Téléverser                                             |
| Chapelle de Forcili                                                                       | Pioggiola                 |              | à géolocaliser                   |                |                                                                                        |      | Chapelle de Forcili                                                    |
| Chapelle Sainte-Croix de Pioggiola                                                        | Pioggiola                 |              | à géolocaliser                   |                |                                                                                        |      | Chapelle Sainte-Croix de Pioggiola                                     |
| Chapelle de confrérie Sainte-Croix                                                        | Poggio-Marinaccio         |              | 42° 25′ 49″ nord, 9° 21′ 14″ est | PA2B000035     | Classé MH                                                                              | 2019 | Image manquante Téléverser                                             |
| Chapelle Saint-Antoine de Lutina                                                          | Poggio-Marinaccio         |              | 42° 26′ 13″ nord, 9° 20′ 32″ est | IA2B000141     |                                                                                        |      | Chapelle Saint-Antoine de Lutina                                       |
| Chapelle San Quilico de Poggio-d'Oletta                                                   | Poggio-d'Oletta           |              | 42° 39′ 53″ nord, 9° 21′ 20″ est | « PA00099233 » | Classé MH                                                                              | 1979 | Chapelle San Quilico de Poggio-d'Oletta                                |
| Chapelle Sainte-Croix de Poggio-d'Oletta                                                  | Poggio-d'Oletta           |              | 42° 38′ nord, 9° 22′ est         | PA2B000034     | Classé MH                                                                              | 2019 | Chapelle Sainte-Croix de Poggio-d'Oletta                               |
| Chapelle Saint-Antoine de Poggio-di-Nazza                                                 | Poggio-di-Nazza           |              | à géolocaliser                   |                |                                                                                        |      | Chapelle Saint-Antoine de Poggio-di-Nazza                              |
| Chapelle Saint-Roch de Poggio-di-Venaco                                                   | Poggio-di-Venaco          |              | 42° 15′ 31″ nord, 9° 11′ 12″ est |                |                                                                                        |      | Chapelle Saint-Roch de Poggio-di-Venaco                                |
| Chapelle Saint-Christophe de Polveroso                                                    | Polveroso                 |              | 42° 23′ 57″ nord, 9° 21′ 30″ est | IA2B000098     |                                                                                        |      | Chapelle Saint-Christophe de Polveroso                                 |
| Chapelle Saint-Jean de Popolasca                                                          | Popolasca                 |              | 42° 26′ 07″ nord, 9° 08′ 09″ est |                |                                                                                        |      | Chapelle Saint-Jean de Popolasca                                       |
| Chapelle Saint-Antoine de Prato-di-Giovellina                                             | Prato-di-Giovellina       |              | à géolocaliser                   |                |                                                                                        |      | Image manquante Téléverser                                             |
| Chapelle Saint-Martin de Prato-di-Giovellina                                              | Prato-di-Giovellina       |              | à géolocaliser                   |                |                                                                                        |      | Image manquante Téléverser                                             |
| Chapelle Saint-Michel de Migliacciaru                                                     | Prunelli-di-Fiumorbo      |              | à géolocaliser                   |                |                                                                                        |      | Chapelle Saint-Michel de Migliacciaru                                  |
| Ancienne chapelle de la Cursa                                                             | Prunelli-di-Fiumorbo      |              | à géolocaliser                   |                |                                                                                        |      | Ancienne chapelle de la Cursa                                          |
| Chapelle de confrérie de Rogliano                                                         | Rogliano                  |              | 42° 57′ 23″ nord, 9° 25′ 10″ est | « PA00099239 » | Classé MH Façades et toitures                                                          | 1976 | Chapelle de confrérie de Rogliano                                      |
| Chapelle Saint-Jean-Baptiste de Rogliano                                                  | Rogliano                  |              | 42° 57′ 22″ nord, 9° 25′ 09″ est | PA2B000036     | Inscrit MH                                                                             | 2016 | Image manquante Téléverser                                             |
| Chapelle San Roccu de Quercioli                                                           | Rogliano                  |              | 42° 57′ 28″ nord, 9° 24′ 58″ est |                |                                                                                        |      | Chapelle San Roccu de Quercioli                                        |
| Chapelle San Marcu à Macinaggio                                                           | Rogliano                  |              | 42° 57′ 33″ nord, 9° 27′ 10″ est |                |                                                                                        |      | Chapelle San Marcu à Macinaggio                                        |
| Chapelle Saint-Just dite San-Ghjusti de Rusio                                             | Rusio                     |              | à géolocaliser                   |                |                                                                                        |      | Image manquante Téléverser                                             |
| Chapelle Santa Chiara de Rutali                                                           | Rutali                    |              | 42° 35′ 03″ nord, 9° 23′ 14″ est |                |                                                                                        |      | Chapelle Santa Chiara de Rutali                                        |
| Chapelle Saint-Joseph de Saint-Florent                                                    | Saint-Florent             |              | à géolocaliser                   |                |                                                                                        |      | Image manquante Téléverser                                             |
| Chapelle de l'Annunziata de San-Gavino-di-Tenda                                           | San-Gavino-di-Tenda       |              | à géolocaliser                   |                |                                                                                        |      | Image manquante Téléverser                                             |
| Chapelle Sainte-Dévote de Serra                                                           | San-Giovanni-di-Moriani   |              | à géolocaliser                   |                |                                                                                        |      | Image manquante Téléverser                                             |
| Chapelle Saint-Michel de San-Lorenzo                                                      | San-Lorenzo               |              | à géolocaliser                   |                |                                                                                        |      | Chapelle Saint-Michel de San-Lorenzo                                   |
| Chapelle Saint-Antoine de Forci                                                           | San-Lorenzo               |              | à géolocaliser                   |                |                                                                                        |      | Chapelle Saint-Antoine de Forci                                        |
| Chapelle de la confrérie de Sainte-Croix de San-Martino-di-Lota                           | San-Martino-di-Lota       |              | à géolocaliser                   |                |                                                                                        |      | Image manquante Téléverser                                             |
| Chapelle Saint-Joseph de Mucchiete                                                        | San-Martino-di-Lota       |              | à géolocaliser                   |                |                                                                                        |      | Image manquante Téléverser                                             |
| Chapelle Saint-Antoine-de-Padoue de Sant'Andréa-di-Cotone                                 | Sant'Andréa-di-Cotone     |              | à géolocaliser                   |                |                                                                                        |      | Image manquante Téléverser                                             |
| Chapelle de confrérie de Sant'Antonino                                                    | Sant'Antonino             |              | 42° 35′ 22″ nord, 8° 54′ 25″ est |                |                                                                                        |      | Chapelle de confrérie de Sant'Antonino                                 |
| Chapelle Lavasina de Sant'Antonino                                                        | Sant'Antonino             |              | à géolocaliser                   |                |                                                                                        |      | Chapelle Lavasina de Sant'Antonino                                     |
| Chapelle Sainte-Anne et des Bergers de Sant'Antonino                                      | Sant'Antonino             |              | 42° 35′ 24″ nord, 8° 54′ 17″ est |                |                                                                                        |      | Chapelle Sainte-Anne et des Bergers de Sant'Antonino                   |
| Chapelle de Sant'Antonino                                                                 | Sant'Antonino             |              | à géolocaliser                   |                |                                                                                        |      | Chapelle de Sant'Antonino                                              |
| Chapelle Saint-Antoine de Piedivaldo                                                      | Santa-Lucia-di-Mercurio   |              | 42° 19′ 33″ nord, 9° 13′ 38″ est |                |                                                                                        |      | Chapelle Saint-Antoine de Piedivaldo                                   |
| Ancienne chapelle de confrérie Sainte-Croix de Santa-Lucia-di-Mercurio                    | Santa-Lucia-di-Mercurio   |              | 42° 19′ 35″ nord, 9° 13′ 17″ est |                |                                                                                        |      | Ancienne chapelle de confrérie Sainte-Croix de Santa-Lucia-di-Mercurio |
| Chapelle Santa Servanda de Santa-Lucia-di-Mercurio                                        | Santa-Lucia-di-Mercurio   |              | 42° 20′ 10″ nord, 9° 13′ 14″ est |                |                                                                                        |      | Chapelle Santa Servanda de Santa-Lucia-di-Mercurio                     |
| Chapelle Saint-Roch de Santa-Lucia-di-Mercurio                                            | Santa-Lucia-di-Mercurio   |              | 42° 19′ 36″ nord, 9° 13′ 09″ est |                |                                                                                        |      | Chapelle Saint-Roch de Santa-Lucia-di-Mercurio                         |
| Chapelle de la Madone de Santa-Lucia-di-Moriani                                           | Santa-Lucia-di-Moriani    |              | à géolocaliser                   |                |                                                                                        |      | Chapelle de la Madone de Santa-Lucia-di-Moriani                        |
| Chapelle Notre-Dame-des-Sept-Douleurs de Venzolasca                                       | Santa-Lucia-di-Moriani    |              | à géolocaliser                   |                |                                                                                        |      | Image manquante Téléverser                                             |
| Chapelle Saint-Sébastien de Coccula                                                       | Santa-Lucia-di-Moriani    |              | à géolocaliser                   |                |                                                                                        |      | Image manquante Téléverser                                             |
| Ancienne chapelle Sant'Andrea de Santa-Maria-di-Lota                                      | Santa-Maria-di-Lota       |              | à géolocaliser                   |                |                                                                                        |      | Ancienne chapelle Sant'Andrea de Santa-Maria-di-Lota                   |
| Chapelle de l'Annonciation de Pardine                                                     | Santa-Maria-di-Lota       |              | à géolocaliser                   |                |                                                                                        |      | Image manquante Téléverser                                             |
| Chapelle Notre-Dame-du-Mont-Carmel de Miomo                                               | Santa-Maria-di-Lota       |              | à géolocaliser                   |                |                                                                                        |      | Chapelle Notre-Dame-du-Mont-Carmel de Miomo                            |
| Chapelle Saint-Jean de Santa-Maria-di-Lota                                                | Santa-Maria-di-Lota       |              | 42° 45′ 35″ nord, 9° 24′ 45″ est |                |                                                                                        |      | Chapelle Saint-Jean de Santa-Maria-di-Lota                             |
| Chapelle de confrérie Saint-Antoine de Santa-Reparata-di-Balagna                          | Santa-Reparata-di-Balagna |              | à géolocaliser                   |                |                                                                                        |      | Image manquante Téléverser                                             |
| Chapelle de l'Annonciade de Palmento                                                      | Santa-Reparata-di-Balagna |              | à géolocaliser                   |                |                                                                                        |      | Chapelle de l'Annonciade de Palmento                                   |
| Chapelle Sainte-Marie d'Alzia                                                             | Santa-Reparata-di-Balagna |              | à géolocaliser                   |                |                                                                                        |      | Image manquante Téléverser                                             |
| Chapelle San-Bernardino de San Bernardinu                                                 | Santa-Reparata-di-Balagna |              | à géolocaliser                   |                |                                                                                        |      | Image manquante Téléverser                                             |
| Chapelle Saint-Antoine-Abbé de Forci                                                      | Santa-Reparata-di-Moriani |              | à géolocaliser                   |                |                                                                                        |      | Image manquante Téléverser                                             |
| Chapelle Saint-Antoine-de-Padoue de Penti                                                 | Santa-Reparata-di-Moriani |              | à géolocaliser                   |                |                                                                                        |      | Image manquante Téléverser                                             |
| Chapelle Saint-Pancrace de Casta                                                          | Santo-Pietro-di-Tenda     |              | 42° 39′ 52″ nord, 9° 13′ 46″ est |                |                                                                                        |      | Chapelle Saint-Pancrace de Casta                                       |
| Chapelle Saint-Sébastien de Santo-Pietro-di-Tenda                                         | Santo-Pietro-di-Tenda     |              | 42° 36′ 15″ nord, 9° 15′ 19″ est |                |                                                                                        |      | Chapelle Saint-Sébastien de Santo-Pietro-di-Tenda                      |
| Chapelle Saint-Sébastien de Santo-Pietro-di-Venaco                                        | Santo-Pietro-di-Venaco    |              | à géolocaliser                   |                |                                                                                        |      | Chapelle Saint-Sébastien de Santo-Pietro-di-Venaco                     |
| Chapelle Saint-Martin de Lumito                                                           | Scata                     |              | à géolocaliser                   |                |                                                                                        |      | Image manquante Téléverser                                             |
| Chapelle de confrérie de pénitents Sainte-Croix de Scata                                  | Scata                     |              | 42° 25′ 06″ nord, 9° 24′ 07″ est |                |                                                                                        |      | Chapelle de confrérie de pénitents Sainte-Croix de Scata               |
| Chapelle Saint-Roch d'Erbaggio                                                            | Scolca                    |              | 42° 31′ 41″ nord, 9° 21′ 48″ est |                |                                                                                        |      | Image manquante Téléverser                                             |
| Chapelle San Nicolao de Sermano                                                           | Sermano                   |              | 42° 18′ 42″ nord, 9° 15′ 55″ est | « PA00099248 » | Classé MH                                                                              | 1992 | Chapelle San Nicolao de Sermano                                        |
| Chapelle Saint-Augustin de Sermano                                                        | Sermano                   |              | 42° 18′ 10″ nord, 9° 15′ 39″ est |                |                                                                                        |      | Chapelle Saint-Augustin de Sermano                                     |
| Chapelle Sainte-Marie de Murciconi                                                        | Serra-di-Fiumorbo         |              | à géolocaliser                   |                |                                                                                        |      | Chapelle Sainte-Marie de Murciconi                                     |
| Chapelle San Chirgu de Serra-di-Fiumorbo                                                  | Serra-di-Fiumorbo         |              | à géolocaliser                   |                |                                                                                        |      | Chapelle San Chirgu de Serra-di-Fiumorbo                               |
| Chapelle d'Ania                                                                           | Serra-di-Fiumorbo         |              | à géolocaliser                   |                |                                                                                        |      | Chapelle d'Ania                                                        |
| Chapelle Saint-Augustin de Silvareccio                                                    | Silvareccio               |              | à géolocaliser                   |                |                                                                                        |      | Image manquante Téléverser                                             |
| Chapelle de l'Annunziata de Marine de Sisco                                               | Sisco                     |              | à géolocaliser                   |                |                                                                                        |      | Image manquante Téléverser                                             |
| Chapelle Sainte-Catherine-d'Alexandrie du couvent de Servites de Marie de Marine de Sisco | Sisco                     |              | à géolocaliser                   |                |                                                                                        |      | Image manquante Téléverser                                             |
| Chapelle Saint-Michel de Pietriconi                                                       | Sisco                     |              | 42° 49′ 27″ nord, 9° 25′ 41″ est | IA2B001856     |                                                                                        |      | Chapelle Saint-Michel de Pietriconi                                    |
| Chapelle Saint-Jean l'Évangéliste de Sisco                                                | Sisco                     |              | 42° 49′ 04″ nord, 9° 24′ 11″ est |                |                                                                                        |      | Chapelle Saint-Jean l'Évangéliste de Sisco                             |
| Chapelle Notre-Dame-des-Neiges de Bariggioni                                              | Sisco                     |              | 42° 48′ 50″ nord, 9° 25′ 42″ est | IA2B001838     |                                                                                        |      | Chapelle Notre-Dame-des-Neiges de Bariggioni                           |
| Chapelle San Giuvanni de Sisco                                                            | Sisco                     |              | à géolocaliser                   |                |                                                                                        |      | Chapelle San Giuvanni de Sisco                                         |
| Chapelle San Ghiseppu de Sisco                                                            | Sisco                     |              | à géolocaliser                   |                |                                                                                        |      | Chapelle San Ghiseppu de Sisco                                         |
| Chapelle Santa Maria Nativita de Crosciano                                                | Sisco                     |              | 42° 48′ 53″ nord, 9° 28′ 02″ est |                |                                                                                        |      | Chapelle Santa Maria Nativita de Crosciano                             |
| Chapelle des Pénitents de Sainte-Croix de Sorbo                                           | Sorbo-Ocagnano            |              | 42° 28′ 32″ nord, 9° 27′ 24″ est | IA2B000034     |                                                                                        |      | Image manquante Téléverser                                             |
| Chapelle des Pénitents de Sainte-Croix de Sorbo                                           | Sorbo-Ocagnano            |              | 42° 28′ 32″ nord, 9° 27′ 24″ est | IA2B000034     |                                                                                        |      | Image manquante Téléverser                                             |
| Chapelle Sainte-Marguerite de Sorio                                                       | Sorio                     |              | 42° 35′ 00″ nord, 9° 16′ 44″ est | « PA00099251 » | Classé MH                                                                              | 1936 | Chapelle Sainte-Marguerite de Sorio                                    |
| Chapelle Sainte-Croix de Sorio                                                            | Sorio                     |              | à géolocaliser                   |                |                                                                                        |      | Chapelle Sainte-Croix de Sorio                                         |
| Chapelle du Mont-Carmel d'Isolaccio                                                       | Taglio-Isolaccio          |              | à géolocaliser                   |                |                                                                                        |      | Image manquante Téléverser                                             |
| Chapelle Saint-Roch de Tomino                                                             | Tomino                    |              | 42° 56′ 48″ nord, 9° 26′ 39″ est |                |                                                                                        |      | Chapelle Saint-Roch de Tomino                                          |
| Chapelle Sant'Antonio de Tomino                                                           | Tomino                    |              | 42° 56′ 37″ nord, 9° 26′ 26″ est |                |                                                                                        |      | Chapelle Sant'Antonio de Tomino                                        |
| Chapelle Notre-Dame-des-Grâces de Tox                                                     | Tox                       |              | à géolocaliser                   |                |                                                                                        |      | Chapelle Notre-Dame-des-Grâces de Tox                                  |
| Chapelle Saint-Laurent de Tralonca                                                        | Tralonca                  |              | 42° 20′ 11″ nord, 9° 12′ 34″ est |                |                                                                                        |      | Chapelle Saint-Laurent de Tralonca                                     |
| Chapelle Saint-Roch de Tralonca                                                           | Tralonca                  |              | 42° 20′ 41″ nord, 9° 11′ 23″ est |                |                                                                                        |      | Chapelle Saint-Roch de Tralonca                                        |
| Chapelle Saint-Georges de Valle-d'Orezza                                                  | Valle-d'Orezza            |              | 42° 21′ 51″ nord, 9° 23′ 28″ est | « PA00099254 » | Classé MH                                                                              | 1976 | Image manquante Téléverser                                             |
| Chapelle de l'Immaculée-Conception de Valle-di-Rostino                                    | Valle-di-Rostino          |              | à géolocaliser                   |                |                                                                                        |      | Chapelle de l'Immaculée-Conception de Valle-di-Rostino                 |
| Chapelle Saint-Nicolas d'Orneto                                                           | Velone-Orneto             |              | à géolocaliser                   |                |                                                                                        |      | Image manquante Téléverser                                             |
| Chapelle Sainte-Catherine de Venaco                                                       | Venaco                    |              | 42° 13′ 53″ nord, 9° 10′ 28″ est |                |                                                                                        |      | Chapelle Sainte-Catherine de Venaco                                    |
| Chapelle Saint-Roch de Venaco                                                             | Venaco                    |              | 42° 14′ 13″ nord, 9° 10′ 27″ est |                |                                                                                        |      | Chapelle Saint-Roch de Venaco                                          |
| Chapelle Saint-Pancrace de Travo                                                          | Ventiseri                 |              | à géolocaliser                   |                |                                                                                        |      | Chapelle Saint-Pancrace de Travo                                       |
| Chapelle Sainte-Élisabeth-de-Hongrie de Ventiseri                                         | Ventiseri                 |              | 42° 19′ 09″ nord, 9° 08′ 53″ est |                |                                                                                        |      | Chapelle Sainte-Élisabeth-de-Hongrie de Ventiseri                      |
| Chapelle de Contra                                                                        | Ventiseri                 |              | à géolocaliser                   |                |                                                                                        |      | Chapelle de Contra                                                     |
| Chapelle Saint-Antoine-Abbé de Venzolasca                                                 | Venzolasca                |              | à géolocaliser                   |                |                                                                                        |      | Image manquante Téléverser                                             |
| Chapelle Saint-Antoine-de-Padoue de Venzolasca                                            | Venzolasca                |              | à géolocaliser                   | IA2B000542     |                                                                                        |      | Image manquante Téléverser                                             |
| Chapelle Saint-Roch de Venzolasca                                                         | Venzolasca                |              | à géolocaliser                   |                |                                                                                        |      | Image manquante Téléverser                                             |
| Chapelle Saint-Pancrace de Verdèse                                                        | Verdèse                   |              | à géolocaliser                   |                |                                                                                        |      | Image manquante Téléverser                                             |
| Chapelle Saint-Michel de Vescovato                                                        | Vescovato                 |              | à géolocaliser                   |                |                                                                                        |      | Chapelle Saint-Michel de Vescovato                                     |
| Chapelle Sainte-Croix de Vescovato                                                        | Vescovato                 |              | à géolocaliser                   |                |                                                                                        |      | Chapelle Sainte-Croix de Vescovato                                     |
| Chapelle de confrérie de Ville-di-Paraso                                                  | Ville-di-Paraso           |              | 42° 33′ 59″ nord, 8° 59′ 20″ est |                |                                                                                        |      | Chapelle de confrérie de Ville-di-Paraso                               |
| Chapelle Saint-Roch de Ville-di-Paraso                                                    | Ville-di-Paraso           |              | 42° 33′ 55″ nord, 8° 59′ 20″ est |                |                                                                                        |      | Chapelle Saint-Roch de Ville-di-Paraso                                 |
| Chapelle Saint-Antoine d'Alzetu                                                           | Ville-di-Pietrabugno      |              | 42° 43′ 01″ nord, 9° 25′ 49″ est |                |                                                                                        |      | Chapelle Saint-Antoine d'Alzetu                                        |
| Chapelle Saint-Pancrace de Ville-di-Pietrabugno                                           | Ville-di-Pietrabugno      |              | 42° 42′ 44″ nord, 9° 25′ 59″ est |                |                                                                                        |      | Chapelle Saint-Pancrace de Ville-di-Pietrabugno                        |
| Chapelle Notre-Dame-de-la-Forêt de La Foce                                                | Vivario                   |              | 42° 06′ 47″ nord, 9° 07′ 08″ est |                |                                                                                        |      | Chapelle Notre-Dame-de-la-Forêt de La Foce                             |
| Chapelle Saint-Pierre-et-Saint-Paul de Vivario                                            | Vivario                   |              | 42° 10′ 22″ nord, 9° 10′ 26″ est |                |                                                                                        |      | Chapelle Saint-Pierre-et-Saint-Paul de Vivario                         |
| Chapelle Notre-Dame-des-Neiges à Vizzavona                                                | Vivario                   |              | 42° 08′ 33″ nord, 9° 08′ 29″ est |                |                                                                                        |      | Chapelle Notre-Dame-des-Neiges à Vizzavona                             |
| Chapelle Sainte-Marie de Zalana                                                           | Zalana                    |              | 42° 15′ 53″ nord, 9° 22′ 33″ est |                |                                                                                        |      | Image manquante Téléverser                                             |
| Chapelle Saint-Antoine-Abbé de Zilia                                                      | Zilia                     |              | 42° 31′ 50″ nord, 8° 54′ 02″ est |                |                                                                                        |      | Image manquante Téléverser                                             |
| Chapelle Saint-François de Poffiume                                                       | Zilia                     |              | 42° 31′ 44″ nord, 8° 53′ 37″ est |                |                                                                                        |      | Chapelle Saint-François de Poffiume                                    |
| Chapelle San-Lussoriu de Zilia                                                            | Zilia                     |              | à géolocaliser                   |                |                                                                                        |      | Image manquante Téléverser                                             |